# Szénvásárhely
Szénvásárhely (románul: Târgu Cărbunești) város Gorj megyében, Olténiában, Romániában.

## Fekvése
A megye délkeleti részén helyezkedik el, a Gilortul folyó közelében. Zsilvásárhelytől 30, míg Craiovától 80 km-re található.

## Népesség
A település népességének alakulása:
- 1977 - 7519 lakos
- 1992 - 9281 lakos
- 2002 - 8699 lakos

## Hírességek
- Gheorghe Vlăduțescu - (1937–) filozófus, a Román Akadémia tagja

## Külső hivatkozások
- A város honlapja